# KOI-4427.01
KOI-4427.01 – potencjalna egzoplaneta typu super-ziemia zaobserwowana w 2015 roku poprzez zjawisko tranzytu za pomocą Kosmicznego Teleskopu Keplera. Znajduje się w odległości około 783 lat świetlnych od Układu Słonecznego. Krąży w odległości 0,42 j.a. wokół czerwonego karła KOI-4427 o typie widmowym M0 z gwiazdozbioru Łabędzia. KOI-4427.01 okrąża swoją gwiazdę w ciągu 147,7 dni. Promień KOI-4427.01 wynosi około 1,83 R⊕, natomiast masa planety jest w przybliżeniu ponad czterokrotnie większa od masy Ziemi (MKOI-4427.01 =  4,64 M⊕). Planeta znajduje się w ekosferze swojej gwiazdy. Po definitywnym zatwierdzeniu planety zostanie ona oznaczona jako „Kepler”. Nasłonecznienie KOI-4427.01 stanowi zaledwie około jednej czwartej nasłonecznienia powierzchni Ziemi.

## Gwiazda
KOI-4427.01 krąży wokół gwiazdy KOI-4427 (KIC 4172805) z gwiazdozbioru Łabędzia. Jest to jasny czerwony karzeł o typie widmowym M0. Masa gwiazdy wynosi około 0,5 M☉, a jej promień to około 0,5 R☉. Temperatura tego czerwonego karła to 3800-3900 K.